# Funtua
Funtua est une ville nigériane de l'État de Katsina. Sa population est estimée à 75 029 habitants (2010).

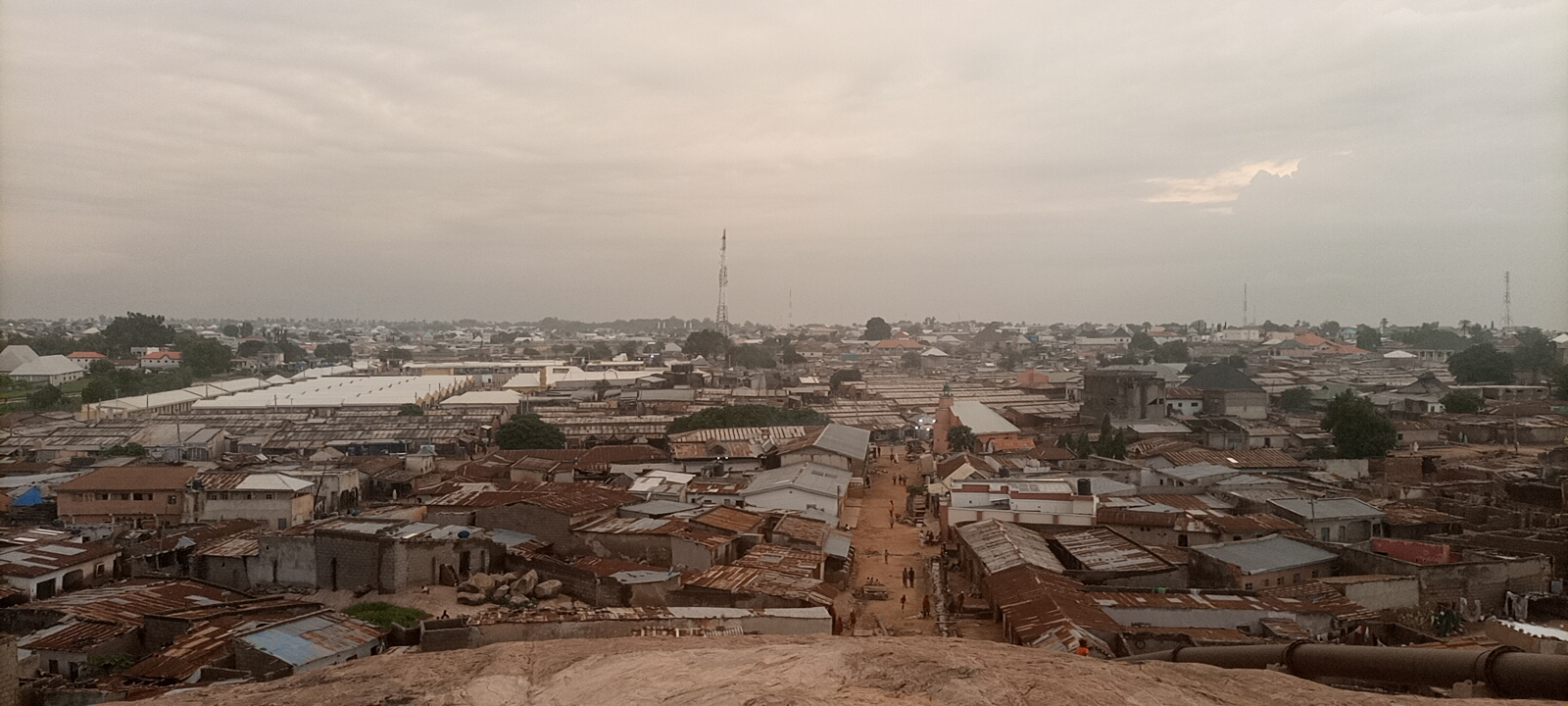
Funtua

## Géographie
La ville est située au nord du Nigeria, à environ 700 km au nord-est de la capitale, Lagos et à 160 km de la frontière nigérienne.

## Personnalités liées
- Bilkisu Funtuwa (née vers 1960) romancière nigériane.
- Amina Lawal (née en 1973) a été condamnée à mort pour adultère en 2002 par le tribunal islamique de Funtua.
- Umaru Mutallab (né en 1939), homme d'affaires nigérian.